# Carles Santaló Sanz
Carles Santaló Sanz, més conegut com a Kolderiu (Barcelona, 31 de novembre de 1997) és un streamer català amb més d’un milió i mig de seguidors el 2021 a youtube. Va publicar el seu primer vídeo l’octubre de 2016 i es va fer popular entre els joves per penjar vídeos de FIFA. Al 2021 penja vídeos a dos canals de youtube i fa streams diaris a twitch. Tots els vídeos i directes del seu canal són en castellà.
El 2021 juga a futbol onze, ocupa la posició de porter al Dux Internacional de Madrid, l'equip està al grup I de la Primera Divisió RFEF, tercera categoria del futbol espanyol.

## Biografia
A l'edat dels 17 va ingressar a INEF, on va estudiar-hi durant tres anys, abandonant així la carrera a la meitat per dedicar-se al món dels influencers i al futbol.
En una entrevista confessava que havia estat a punt de deixar la seva carrera futbolística en la seva etapa al Girona FC degut a l'estrès i la pressió que això li representava.
Als 22 anys va estar ingressat a l’hospital durant 3 setmanes, al marge de la mort. Després de moltes proves, li van detectar que patia una reacció molt violenta coneguda com a sèpsia. "Sentía primer unes molèsties, però vaig anar a entrenar igual", "els meus companys em van dir que era una pubàlgia, i jo vaig dir que no podia ser, no podia caminar i tenia molta febre", "Si una sèpsia es complica, i això pots morir"-explicava en un vídeo al seu canal de YouTube.

## Carrera futbolística
Carles Santaló va començar a tenir una carrera futbolística destacable com a porter quan a la temporada 14/15 va fitxar pel juvenil A del RCD Espanyol, procedent del CF Badalona. Allà obtindria un rol de suplement jugant així molt pocs minuts.
En la temporada 16/17 el contracte de Carles Santaló amb el RCD Espanyol finalitzaria, així doncs el jove porter l'1 de juliol de 2016 seria traspassat al Girona FC, on segons explicava va acabar odiant el futbol i va estar a punt de deixar-lo. Tot i això va seguir i a mitja temporada seria traspassat al Granollers FC.
Durant el mercat d'hivern de la temporada 16/17, en plena temporada, Carles Santaló marxava del Girona FC per anar a jugar al EC Granollers. El jove porter de dinou anys obtindria un rol de suplent.
Després d'un any i mig al EC Granollers, al finalitzar contracte la temporada 18/19 seria traspassat al UA Horta, on firmaria per un any. Allà ja obtindria més minuts, sent el segons porter menys golejat de la lliga, causaria així una bona impressió i faria que més clubs s'interessessin per ell. Al final de temporada, seria contactat per diversos clubs, tot i això Carles Santaló va optar per anar a jugar a la segona divisió b espanyola, al UA Llagostera.
Un cop finalitzat el contracte amb l'UA Horta la temporada 19/20 seria traspassat al UE Llagostera, on aconseguiria un lloc per primer com a la segona divisió B espanyola. Allà firmaria contracte per un any, amb rol de suplent.
La temporada 20/21 seria fitxat gratuïtament en finalitzar contracte per l'Inter de Madrid, on automàticament seria cedit per un any a la Union Adarve. Allà passaria la temporada 20/21, jugant bastants minuts i guanyant-se la confiança del seu equip.
En finalitzar la sessió, la temporada 21/22 retornaria a l'Inter de Madrid, on actualment juga amb rol de suplent.

## Col·laboracions
Des del 2018 que es va començar a fer famós en FIFA ha fet diverses col·laboracions amb EA Sports, la més important és que cada nova edició del joc EA Sports li envia un exemplar del joc perquè ell el presenti i el jugi abans que surti a la venda accessible per a tothom.
El 2019, el canal de la elite junt amb molts altres influencers va fer una col·laboració amb Adidas, on tots els membres van conèixer personalment a Leo Messi, que presentava les noves vambes "ADIDAS NEMEZIZ 17+ 360".
L'estiu de 2021, junt amb els dos altres youtubers Dj. Mario i Robert PG. va fer una col·laboració amb Burger King per a retransmetre i comentar tota l'Eurocopa en directe.